# Meriola manuel
Meriola manuel is een spinnensoort uit de familie van de Trachelidae.
De wetenschappelijke naam van de soort werd in 1995 gepubliceerd door Norman Ira Platnick & Curtis Ewing.